# Quận Kearny, Kansas
Quận Kearny là một quận thuộc tiểu bang Kansas, Hoa Kỳ.
Quận này được đặt tên theo. Theo điều tra dân số của Cục điều tra dân số Hoa Kỳ năm 2000, quận có dân số 4469 người. Quận lỵ đóng ở Lakin.6

## Địa lý
Theo Cục điều tra dân số Hoa Kỳ, quận có tổng diện tích 872 dặm vuông (2.257 km ²), trong đó 871 dặm vuông (2.256 km ²) là đất và 0 dặm vuông (1 km ²), hay 0,05%, là diện tích mặt nước.

### Quận giáp ranh
- Quận Wichita (bắc)
- Quận Scott (đông bắc)
- Quận Finney (đông)
- Quận Haskell (đông nam)
- Quận Grant (nam)
- Quận Stanton (tây nam)
- Quận Hamilton (tây)

## Thông tin nhân khẩu
Dân số quận Kearny ước tính là 4.469 người trong năm 2006, giảm 39, hay giảm 0,9% so với sáu năm trước.
Theo điều tra dân số Mỹ vào năm 2000, 2 đã có 4.531 người, 1.542 hộ gia đình, và 1.199 gia đình sống trong quận hạt. Mật độ dân số là 5 người trên một dặm vuông (2/km ²). Có 1.657 đơn vị nhà ở với mật độ trung bình 2 trên một dặm vuông (1/km ²). Các trang điểm chủng tộc của quận đã được 80,34% người da trắng, 0,55% da đen hay Mỹ gốc Phi, 0,86% người Mỹ bản xứ, 0,31% châu Á, Thái Bình Dương 0,09%, 15,71% các chủng tộc khác, và 2,14% từ hai hoặc nhiều chủng tộc. Hispanic hay Latino thuộc một chủng tộc nào được 26,55% dân số.

Tổng cộng có 1.542 hộ, trong đó 43,50% có trẻ em dưới 18 tuổi sống chung với họ, 65,10% là đôi vợ chồng sống với nhau, 8,30% có một chủ hộ nữ và không có chồng, và 22,20% là các gia đình không. 20,20% hộ gia đình đã được tạo ra từ các cá nhân và 8,50% có người sống một mình 65 tuổi hoặc lớn tuổi hơn là người. Cỡ hộ trung bình là 2,91 và cỡ gia đình trung bình là 3,35.
Độ tuổi dân cư có cơ cấu như sau 34,30% dưới độ tuổi 18, 8,30% 18-24, 27,10% 25-44, 19,20% từ 45 đến 64, và 11,10% từ 65 tuổi trở lên người. Độ tuổi trung bình là 32 năm. Đối với mỗi 100 nữ có 104,70 nam giới. Đối với mỗi 100 nữ 18 tuổi trở lên, đã có 98,50 nam giới.
Thu nhập trung bình cho một hộ gia đình trong quận đạt 40.149 USD, và thu nhập trung bình cho một gia đình là 43.703 USD. Phái nam có thu nhập trung bình 30.117 Mỹ kim so với 20.179 $ đối với phái nữ. Thu nhập bình quân đầu người là 15.708 $. Giới 8,40% gia đình và 11,70% dân số sống dưới mức nghèo khổ, bao gồm 15,90% những người dưới 18 tuổi và 4,80% của những người 65 tuổi hoặc hơn. 